# Zapotèque de San Vicente Coatlán
Ne doit pas être confondu avec Zapotèque de Coatlán.
Le zapotèque de San Vicente Coatlán (ou zapotèque d'Ejutla du Sud) est une variété de la langue zapotèque parlée dans l'État de Oaxaca, au Mexique.

## Localisation géographique
Le zapotèque de San Vicente Coatlán est parlé dans la ville de San Vicente Coatlán (en), au sud d'Oaxaca de Juárez, dans le district d'Ejutla (en), dans l'État de Oaxaca, au Mexique,.

## Intelligibilité avec les variétés du zapotèque
Les locuteurs du zapotèque de San Vicente Coatlán ont une intelligibilité de 75 % du zapotèque de Loxicha (le plus similaire) et de 45 % du zapotèque de Coatlán.

## Utilisation
En 2005, le zapotèque de San Vicente Coatlán est utilisé par 3 380 personnes dont 340 monolingues. Cette langue est très utilisée et est enseignée dans les écoles primaires et secondaires.